# La Communauté du Sud
 (octobre 2015).

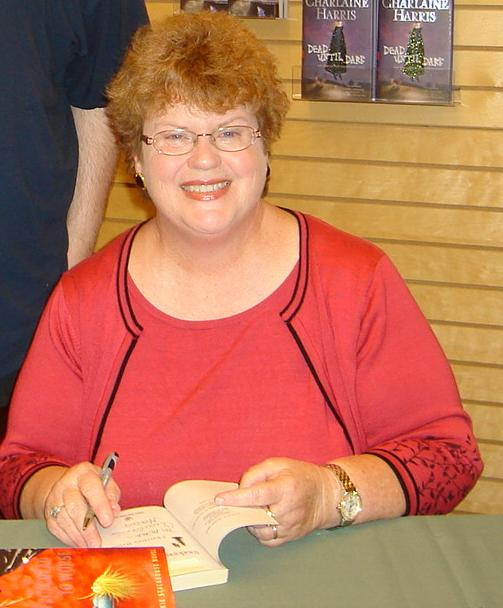
Charlaine Harris, autrice.

La Communauté du Sud (The Southern Vampire Mysteries) est une série de treize romans appartenant au genre fantasy urbaine, sortis en anglais (États-Unis), écrits par Charlaine Harris, et publiés en France depuis 2001. Ils ont été adaptés en série télévisée sous le titre True Blood.
L’histoire se passe dans la petite commune de Bon Temps, qui se situe non loin de la ville de Shreveport, dans l’État de Louisiane, et raconte le quotidien d’une jeune femme serveuse dans un bar de Bon Temps et télépathe de son état, Sookie Stackhouse et sa rencontre avec des vampires.

## Liste des romans
Tous les tomes de La Communauté du Sud ont été traduits en français par les éditions J'ai lu, tout d'abord dans la collection Amour et Mystère puis Mondes Mystérieux. Depuis 2009, les huit premiers tomes ont été réédités puis 2010 a vu la publication des tomes 9 et 10 inédits puis en 2012 les tomes 11 et 12.
1. Quand le danger rôde, 2005 ((en) Dead Until Dark, 2001)  (ISBN 978-2290343838)
2. Disparition à Dallas, 2005 ((en) Living Dead in Dallas, 2002)  (ISBN 978-2290343845)
3. Mortel corps à corps, 2005 ((en) Club Dead, 2003)  (ISBN 978-2290343852)
4. Les Sorcières de Shreveport, 2006 ((en) Dead to the World, 2004)  (ISBN 978-2290345559)
  - (en) Dancers in the Dark, 2004Inédit en France
  - Poussière de faé, 2011 ((en) Fairy Dust, 2004)La nouvelle est incluse dans le volume (fr) Interlude mortel (en) A Touch of Dead
  - L'Anniversaire de Dracula, 2011 ((en) Dracula Night, 2007)La nouvelle est incluse dans le volume (fr) Interlude mortel (en) A Touch of Dead
5. La Morsure de la panthère, 2006 ((en) Dead as a Doornail, 2005)  (ISBN 978-2290349823)
  - En un mot, 2011 ((en) One Word Answer, 2005)La nouvelle est incluse dans le volume (fr) Interlude mortel (en) A Touch of Dead
6. La Reine des vampires, 2007 ((en) Definitely Dead, 2006)  (ISBN 978-2290000601)
  - Dahlia Underground, 2011 ((en) Tacky, 2006)dans l'anthologie Crimes au clair de Lune
7. La Conspiration, 2008 ((en) All Together Dead, 2007)  (ISBN 978-2290007419)
  - Défaut d'assurances, 2011 ((en) Lucky, 2008)La nouvelle est incluse dans le volume (fr) Interlude mortel (en) A Touch of Dead
8. Pire que la mort, 2009 ((en) From Dead to Worse, 2008)  (ISBN 978-2290015056)
  - Le Noël de Sookie, 2011 ((en) Gift Wrap, 2008)La nouvelle est incluse dans le volume (fr) Interlude mortel (en) A Touch of Dead
9. Bel et bien mort, 2010 ((en) Dead And Gone, 2009)  (ISBN 978-2290022511)
  - Interlude mortel, 2011 ((en) A Touch of Dead, 2009)Reprend les nouvelles Poussière de faé, L'Anniversaire de Dracula, En un mot, Défaut d'assurances et Le Noël de Sookie
  - Bacon, Milady, 2011 ((en) Bacon, 2009)dans l'Anthologie Philtres et Potions
10. Une mort certaine, 2010 ((en) Dead in the Family, 2010)  (ISBN 978-2290025024)
11. Mort de peur, 2012 ((en) Dead Reckonning, 2011)  (ISBN 978-2290037140)
12. Mort sans retour, 2013 ((en) Deadlocked, 2013)  (ISBN 978-2290059272)
  - Mariage mortel, J'ai lu, 2012 ((en) Small-Town Wedding, 2011)  (ISBN 978-2290057612)
13. La Dernière Mort, J'ai lu, 2014 ((en) Dead Ever After, 2013)  (ISBN 978-2290059289)

- H.S : La Communauté du Sud - Que sont-ils devenus ?, J'ai lu, 2014 ((en) After Dead: What Came Next in the World of Sookie Stackhouse, 2013)  (ISBN 978-2290100080)

## Résumés des tomes
(décembre 2010).

### Quand le danger rôde
Sookie Stackhouse, 25 ans, serveuse au bar « Chez Merlotte » et télépathe, rencontre pour la première fois un vampire depuis leur coming-out. Elle tombe rapidement sous le charme de cet homme séduisant dont elle ne perçoit pas les pensées.
Mais elle se retrouve vite en danger : plusieurs filles de Bon Temps, connues pour avoir couché avec des vampires, sont assassinées. Elle découvre que le coupable, qui la pourchasse, est en fait René Lenier, un homme qui a tué sa grand-mère chez elle en cherchant à atteindre Sookie.

### Disparition à Dallas
Sookie part en service commandé à Dallas avec Bill pour enquêter sur l'enlèvement de Farrell par Godric, un vampire très âgé (2000 ans), aidé par la Communauté du Soleil une église prônant la guerre contre les vampires. Elle tente d'infiltrer la paroisse mais se fait démasquer et emprisonner. Elle est sauvée par une métamorphe qui la ramène à Bill et Eric prévenus par un autre télépathe.
Elle réussit à sauver Farrell mais Godric s'offre tout de même au soleil. Elle quitte Dallas à la suite d'une attaque de la Communauté du Soleil dans le nid de vampire où elle se trouvait.
Lafayette est retrouvé mort dans la voiture d'Andy Bellefleur. Par amitié pour Lafayette, Sookie mène l'enquête et se retrouve invitée à une soirée échangiste en compagnie d'Eric qui est présent pour la protéger. Elle apprend que son ami a été tué lors d'une de ces soirées. Bill et Andy arrivent, suivis de près de Sam et de la ménade qui avait blessé Sookie gravement. La ménade tue presque l’intégralité des invités de la soirée et part sans plus de cérémonie.
À la fin du roman on apprend qu’Andy et sa sœur Portia sont les arrière-arrière-petits-enfants de Bill.

### Mortel corps à corps
Bill disparaît mystérieusement à Jackson, Mississippi, pour retrouver une ancienne maîtresse. Eric envoie alors Sookie le retrouver. Ils se font aider par la communauté de loup-garou et découvrent que Bill est retenu par le roi du Mississippi, qui en veut à son annuaire de vampires.
Sookie parvient à libérer Bill, mais manque de se faire tuer par le vampire, affamé, peu après avoir été blessée par un pieu. Ils rompent une fois de retour à Bon Temps.

### Les Sorcières de Shreveport
Bill et Sookie ont rompu, et le vampire part pour le Pérou, dans le cadre de ses recherches. En rentrant de Chez Merlotte, Sookie trouve Eric à moitié nu dans la forêt, totalement amnésique. Pam et Chow la chargent de veiller sur lui et de le cacher des responsables, une secte des sorciers métamorphes dépendants au sang de vampire menée par Hallow. Alors qu'Eric parvient à séduire Sookie, Jason disparaît après avoir passé la nuit avec une métamorphe, Crystal.
Finalement, les sorciers sont massacrés y compris Hallow qui, en mourant, libère Eric de son sortilège mais ne se souvient pas de ce qu'il s'est passé avec Sookie, et Jason est retrouvé dans le village de Hotshot, séquestré et mordu pendant plusieurs jours, le transformant en panthère-garou par un métamorphe jaloux de la relation qu'il entretenait avec Crystal.

#### Poussière de faédansInterlude Mortel
Claudine engage Sookie pour ses dons télépathiques. La troisième sœur de Claude et Claudine, Claudette, a été tuée et Claudine veut que Sookie découvre qui est son meurtrier. Pendant que Sookie questionne les suspects, elle en apprend plus sur les fées et leur façon de gérer "leurs affaires".

#### L'anniversaire de Dracula
L'anniversaire de Dracula est célébré par les vampires, partout dans le monde. Eric Northman ne fait pas exception ! Il organise donc une fête de luxe, dans l'espoir de voir Dracula venir. Sookie Stackhouse est, bien sûr, invitée, mais la jeune femme ne se doute en rien de la soirée d'aventure qu'elle va passer.

### La Morsure de la panthère
Sookie est maintenant célibataire, mais a toujours plus d'ennuis : plusieurs métamorphes, dont Sam Merlotte, se sont fait tirer dessus par un mystérieux sniper, un vampire dangereux a accaparé Tara, et on a tenté de tuer la jeune serveuse en incendiant sa maison.
Après sa découverte des coutumes des lycanthropes, qui ont dû choisir un nouveau chef entre Patrick Furnan et Jackson Herveaux, duel gagné par Furnan, elle rencontre Quinn, un tigre-garou qui ne la laisse pas indifférente.
Elle découvre finalement que le mystérieux tireur est Sweetie Des Arts, la nouvelle cuisinière de Chez Merlotte, devenue métamorphe à la suite d'une morsure après un accident de voiture. Mais Sookie doute qu'elle soit responsable de la jambe cassée de Sam. En effet, le coupable est Charles Twining, le vampire débauché comme serveur Chez Merlotte par Eric, qui est venu sur ordre du maître de Grande Ombre.

#### En un mot
Hadley, la cousine de Sookie est morte pour la deuxième et dernière fois. Sophie-Anne, reine des vampires de Louisiane, envoie son avocat, M. Cataliades, voir Sookie pour lui expliquer la situation. Avec M. Cataliades se trouve le meurtrier, Waldo. Il semblerait que ce soit à Sookie de décider du destin du meurtrier de sa cousine.

### La Reine des vampires
Sookie, la serveuse télépathe, a été conviée, en tant que héritière, à rejoindre à La Nouvelle-Orléans, par la reine des vampires, la compagne de sa cousine décédée pour la deuxième fois (en tant que vampire). Avec l'aide de Quinn, un tigre-garou qui ne la laisse pas indifférente, elle décide de faire la lumière sur les raisons qui ont poussé sa cousine à changer un lycanthrope en vampire avant sa mort.
Elle découvre ainsi que les Pelt ont mené une vendetta contre sa personne, persuadés (à raison) qu'elle connaissait les raisons de la disparition de Debbie Pelt, mais aussi que Peter Threadgill, roi vampire de l'Arkansas et nouvel époux de la reine de la Louisiane, a orchestré un complot pour la faire destituer, en utilisant Hadley. Non sans mal, elle parvient à régler le conflit avec les Pelt, et révèle à tous la machination, provoquant une guerre ouverte entre les vampires de l'Arkansas et ceux de la Louisiane. Elle découvre aussi la trahison de Bill qui était son premier amour et amant.

### La Conspiration
Après la mort de Peter Threadgill et les ravages de Katrina, la reine Sophie-Anne est conviée à un sommet vampire pour y être jugée. Elle embauche donc Sookie pour ses talents télépathiques, qui accepte et rejoint le groupe de la Louisiane incluant Eric, Pam, Bill, Jake Purifoy, maître Cataliades, Diantha, la reine, son garde du corps, André et son avocat.
Sookie doit donc laisser son frère, tout juste marié à Crystal, pour séjourner quelques jours dans un hôtel rempli de vampires. Rapidement, les évènements s'enchaînent : Jennifer Cater, l'héritière de Threadgill est tuée, une bombe manque de tuer Sookie devant la chambre de la reine et de mystérieux bagages restent sur les bras de tous. Avec Barry, l'autre télépathe désormais au service du roi du Texas, elle tente de démêler ces affaires. Plus personnellement, Sookie apprend le passé tragique de son nouveau petit-ami, Quinn le tigre-garou, tout en étant forcée de se rapprocher à nouveau d'Eric.
Finalement, alors que la reine est blanchie dans la mort de Peter Threadgill et de Jennifer Cater, Sookie résout les différentes affaires : la bombe avait été placée par le propriétaire de l'hôtel, dans le but de se rapprocher de Sophie-Anne, et elle comprend que l'assassin de Cater est bien le garde du corps de la reine, qui a astucieusement mené son affaire en utilisant la télépathe pour couvrir ses arrières. Elle réalise trop tard que les bagages sont des bombes, introduites par la Confrérie du Soleil grâce à Jake Purifoy, qui ne supportait plus sa situation de lycanthrope devenu vampire. L'hôtel est ravagé par les explosions, les morts sont nombreuses, et Sookie et Barry doivent faire appel à leur don pour sauver les derniers humains, manquant de se faire démasquer.
Sookie quitte donc le Michigan épuisée, décidée à faire une croix sur les vampires.

#### Défaut d'assurances
Lorsque Sookie et Amélia se mettent ensemble pour découvrir qui en veut à l'agent d'assurance qui a le plus de succès à Bon Temps, elles pourraient être "chanceuses".

### Pire que la mort
Dans ce tome, Sookie Stackhouse va être rattrapée par ses actions passées, durant deux semaines qui suivent les ravages de l'ouragan Katrina.
Après avoir rencontré son arrière-grand-père, Niall Brigant, qui est le prince des fées, Sookie manque de se faire tuer. Elle se retrouve ainsi au cœur de tensions dans la meute de loups-garou de Shereveport, en fait ciblée par une meute originaire de La Nouvelle-Orléans qui a voulu détruire la meute de l'intérieur en tuant toutes les femmes lycanthropes de pure souche. Sookie est sauvée par Sam et Claudine, laissant Alcide Herveaux devenir le nouveau chef de meute.
Elle retrouve ensuite Quinn, contraint par les vampires du Nevada de donner des informations sur le groupe de vampires de la Louisiane et de l'Arkansas, très affaibli depuis l'attentat du volume précédent. Les vampires de Las Vegas envahissent le territoire et prennent le pouvoir en tuant Sophie-Anne Leclercq et tous ses fidèles refusant de prêter allégeance. C'est cette nuit-là que les souvenirs d'Eric, devenu malgré lui sujet du roi du Nevada, reviennent. Sookie rompt avec Quinn le lendemain, refusant de vivre avec un homme ayant une famille trop compliquée à gérer.
Sookie identifie par la suite la cause de nombre de ses soucis dans sa vie quotidienne : Tanya Grissom, payée par la sœur de Debbie Pelt pour lui rendre la vie impossible, en essayant de monter tous les amis de Sookie contre elle. Avec l'aide de Calvin Norris, Amélia et sa mentor, Octavia, ils parviennent à lui jeter un sort qui lui fera changer d'avis. Octavia, sans logis depuis Katrina, emménage dans la maison Stackhouse.
Sookie devra ensuite honorer son engagement envers son frère lors de son « mariage » avec Crystal : en châtiment de l'infidélité de Crystal et en vertu des lois de la meute de Hotshot, elle doit briser les doigts de Calvin Norris.
Peu après, elle sauve Eric, Sam et le roi du Nevada, Felipe de Castro, du vampire Sigebert, furieux du changement de pouvoir.
En récompense de toutes ses interventions, Sookie reçoit la protection des lycanthropes de Shreveport, des vampires de Louisiane et de son aïeul. Grâce à ce dernier, elle retrouve la trace de l'ex-mari de Hadley, sa défunte cousine, et découvre que Hunter, son neveu, est également télépathe.

#### Le Noël de Sookie
Sookie, seule pour les fêtes de Noël, a le blues ; jusqu'à ce qu'elle rencontre quelqu'un avec de plus gros problèmes que sa solitude.

### Bel et bien mort
Après que la présence des vampires a été révélée au grand jour deux ans auparavant, c’est au tour de nouvelles créatures surnaturelles de dévoiler leur existence aux humains. Sookie Stackhouse est témoin de cette révélation dont Sam Merlotte, son patron et ami fait partie, il est métamorphe. Elle entretient toujours des relations avec le shérif Eric Northman qui lui aussi essaye de se maintenir à la tête de la 5e zone à la suite de l’acquisition de la Louisiane par le roi du Nevada, Felipe de Castro. Par un subterfuge du viking, elle devient l’épouse de celui-ci en lui remettant sans le savoir le poignard dont il s’était servi, officiant alors à Rhodes en tant que prêtre pour unir deux vampires. Celui-ci a usé de ce subterfuge afin de la protéger du roi Felipe de Castro.
Non seulement, Sookie se trouve au milieu d’une guerre de pouvoir chez les vampires, des agents du FBI qui n’arrêtent pas de lui poser des questions sur l’attentat de Rhodes mais elle est également au centre d’une guerre plus ancienne : celle des fées. L’arrière-grand-père de Sookie, le prince fée Niall a beaucoup d’ennemis, ceux-là mêmes qui ont tué son grand-père Fintän et qui la menacent, d’où la présence de celui–ci maintenant auprès d’elle.
Au même moment, Crystal, l’épouse enceinte de Jason se fait assassiner : elle est retrouvée crucifiée sur le parking du Merlotte's. Tout pense à croire qu’il s’agit d’une conséquence de la révélation des métamorphes. Crystal avait été laissée pour morte par Mel, le nouvel ami panthère-garou de Jason, il l’avait frappée car elle l’avait provoqué, Mel était gay et amoureux de Jason. Mais en fait ce sont les ennemis du prince fée Niall qui ont assassiné Crystal, Lochlan et Neave, des fées prenant parti pour l'autre prince fée Breandan. Ces dernières sont connues pour avoir également tué les parents de Sookie.
S'ensuit une véritable bataille entre les deux camps où l'on retrouve les fées Claudine, Claude, le loup-garou Tray, petit ami d'Amélia, les vampires Eric et Bill. Sookie se fait enlever par Lochlan et Neave qui veulent la livrer à Breandan. Bill et l'arrière-grand-père de Sookie interviennent, la sauvent mais dans la bagarre Bill est blessé par de l'argent et en sort fort affaibli. Sookie est blessée, Eric lui fait boire de son sang. Au terme d'une dernière bataille, le camp du prince Niall l'emporte, Breandan est tué par Bill. Claudine et Tray sont les dernières victimes de Breandan.
Finalement, alors que Sookie se remet des différentes batailles, Niall lui annonce qu'il va fermer les portes entre le monde des fées et celui des humains, cause de cette guerre.

### Une mort certaine
Encore affectée par la mort de sa cousine fée, Sookie rencontre d'autres problèmes : Eric est en conflit avec Victor, le second du nouveau roi de la Louisiane, et cherche à l'évincer ; la santé de Bill est fragile depuis qu'il a été empoisonné à l'argent dans la guerre des fées ; Claude, son cousin fée qui a choisi de rester chez les humains, emménage chez elle en remplacement d'Amélia ; la meute des loups-garou d'Alcide Herveaux et Sam Merlotte sont la cible du gouvernement, qui cherche à étendre la réglementation des vampires aux métamorphes.
Plus tard, Sookie a vent du passage d'autres fées restées dans le monde des humains. Avec l'aide des vampires, elle retrouve le corps de Debbie Pelt, mais aussi un mort plus récent sur son terrain : Basim, un loup-garou du Texas qui a intégré la meute de Herveaux. Elle n'a pas le temps de s'en soucier car au même moment, le créateur d'Eric, Appius Livius Ocella, revient vers lui avec son nouveau protégé : Alexeï Romanov, le tsarévitch qu'Ocella a sauvé du massacre de sa famille, qui semble encore perturbé. Il s'avère qu'Ocella est revenu vers Eric pour lui demander de l'aider à maîtriser les penchants sanguinaires du jeune vampire.
Sookie choisit d'aider Bill en le faisant renouer avec l'autre filleule de Loréna. Plus tard, la télépathe aide Alcide à démasquer le tueur de Basim, ce qui lui permet de découvrir le complot qui la menaçait : Basim était prêt à trahir sa meute d'accueil pour Colman, la fée qui était le père de l'enfant de Claudine et qui a décidé de rester dans le monde des humains pour venger sa mort en tuant Sookie. C'est donc Hamilton, un loup-garou jaloux de Basim qui l'a tué. Colman, Ocella et Alexeï meurent la même nuit devant chez Sookie, grâce à Claude et Dermot.

### Mort de peur
Avec son talent pour s'attirer des ennuis, Sookie est témoin du bombardement du Merlotte's, le bar où elle travaille. Depuis que tout le monde sait que Sam Merlotte est un métamorphe, les soupçons se tournent immédiatement vers les antimétamorphes de la région. Mais Sookie suspecte autre chose, elle et Sam travaillent ensemble pour découvrir le coupable et le réel motif de l'attaque. Mais son attention est divisée. Même si elle ne peut pas lire les pensées des vampires, Sookie connait son amant Eric Northman et sa progéniture Pam. Elle réalise qu'ils complotent pour tuer le vampire qui est maintenant leur maître. Peu à peu, elle est attirée dans l'intrigue qui est beaucoup plus complexe qu'elle ne le croit. Avant sa mort, le créateur d'Eric a organisé un mariage arrangé entre son filleul et la reine vampire de l'Oklahoma, ce qui implique la fin de l'union entre Eric et Sookie. La relation avait déjà été tendue quand Sookie, avec l'aide d'Amelia, a rompu le lien de sang qui existait entre eux.
Parallèlement, Sookie en découvre un peu plus sur les causes de la guerre entre fées et l'origine de son don de télépathie, avec la présence de Claude et Dermot qui vivent désormais chez elle. En réalité la guerre n'a été que la conséquence de différentes disputes causées à l'origine par l'union entre Fintan, le fils de Niall, et de la grand-mère de Sookie. Cette dernière apprend qu'un puissant artefact fée se trouve dans sa maison, caché par sa grand-mère des années auparavant.
Finalement, Sookie verra de nombreuses morts : un affrontement entre les forces d'Eric et celles de Victor, le régent de Felipe qui finit assassiné non sans mal. Le lendemain matin, Sookie voit le retour de Sandra Pelt, la responsable de l'incendie du Merlotte's, réclamer vengeance pour sa sœur Debbie, mais elle est tuée par Jannalyn, la nouvelle petite amie de Sam.

### Mort sans retour
Cette fois-ci, les ennuis iront trouver Eric. Alors que Felipe de Castro est en visite dans la Zone Cinq pour éclaircir la disparation de Victor, une demi-louve stripteaseuse du nom de Kym se fait assassiner dans le jardin de la maison d'Eric qui accueillait son régent pour une petite soirée. La police sur le coup, de nombreuses pistes sont explorées et notamment par les vampires, Bill menant l'enquête avec l'aide de Heidi. Et pour ne pas arranger les choses, Freyda, la reine vampire promise à Eric par contrat avec Appius fait enfin son apparition face à Sookie et revendique ouvertement que le vampire viking choisira sa beauté, sa richesse et sa puissance plutôt qu'une simple humaine, aussi belle soit-elle.
Mais un problème ne vient jamais sans un autre. Alors que le bonheur se répand tout autour de Sookie, Niall refait surface pour repartir aussitôt en Faérie avec son cousin Claude pour déterminer une fois pour toutes qui a ensorcelé ce pauvre Dermot au point de le rendre fou. Rongée par l'angoisse liée au cluviel d'or, Sookie ne parvient pas à savoir ce qu'elle doit en faire et lorsqu'elle apprend que la boutique d'antiquaire chez qui elle a vendu ses vieux meubles a été saccagée, une affreuse vérité lui fait face : quelqu'un sait qu'elle possède ce puissant artefact et cherche à le retrouver.
Mais un complot bien plus sordide s'était joué à la mort de la pauvre Kym offerte en pâture à Eric. Profondément blessée par une trahison qu'elle n'aurait jamais imaginée, Sookie en termine définitivement avec le monde de Faérie et tout aurait pu se finir très bien si cette histoire de départ avec Freyda d'Eric avait été résolue.

### Les nouvelles sans les héros principaux

#### Tacky
Raconte le mariage mixte d'un vampire et d'un loup-garou.

#### Dancers in the Dark
Layla Rue Le May n'est pas une danseuse ordinaire. En effet, son partenaire de danse n'est autre que Shean McLeandon, un vampire de plus de 300 ans !

#### Dahlia, la clandestinedansCrimes au Clair de lune
Avec Dahlia, une très ancienne vampire.

## Les différentes races représentées dans «La communauté du sud»

### Lesvampires
Ils se sont « montrés au grand jour » lors de la grande révélation. En effet, lors de cet événement, tous les vampires du monde entier se sont affichés sur tous les écrans TV pour annoncer au monde qu’ils n’étaient pas des légendes et qu’ils existaient bel et bien. Maintenant ils n’ont plus besoin de boire du sang humain, étant donné qu’une firme japonaise a mis au point la formule de fabrication d’un sang de synthèse, permettant aux vampires de survivre.
Ils sont organisés en un système féodal, constitué de rois et reines des différents États des États-Unis. Chaque royaume est divisé en « zones », gérées par des shérifs. Chaque vampire vivant à un endroit donné est inféodé à un shérif, puis, au-dessus, à un roi ou une reine. Ils sont tenus d’obéir à leurs supérieurs, c'est-à-dire, d’abord aux souverains puis à leurs shérifs de zone.
Pour ne pas "choquer" les humains, ils ne disent pas qu'ils sont morts, mais infestés par un virus les rendant allergiques à l'ail, l'argent et le soleil. Leur sang est devenu un objet de convoitise pour les humains qui le revendent, à prix d'or selon l'âge du "donneur", comme une drogue donnant plus de force, de libido et un physique plus attrayant (peau qui peut briller la nuit, beaux cheveux...) pour les humains, SurNat et vampires. Les dealers humains qui saignent les vampires et les laissent pour morts (une seconde et dernière fois) font parfois l'objet de représailles lorsque le vampire n'a pas été forcé de "s'offrir au soleil".

### Les humains
Après le coming-out vampire, les réactions humaines ont été très variées.
Il y a : 
- les accros aux vampires ou « mordus » qui aiment avoir des relations sexuelles avec eux et leur offrir leur sang ;
- les saigneurs qui attaquent les vampires pour les vider de leur sang car c'est une drogue très addictive et très demandée au marché noir. Selon l'âge du vampire, le prix de la drogue varie. Les effets du sang de vampire chez l'homme sont une sensation de puissance, une force accrue, la vision aiguë et de l'ouïe, et surtout l'apparence physique renforcée. Les résultats sont notoirement imprévisibles et varient par personne d'une durée de quelques semaines à quelques mois ;
- d'autres humains n'ont pas accepté les vampires comme des créatures de Dieu et des organisations telles que la confrérie du Soleil qui représente parfois un énorme danger pour les vampires et parfois les humains qui sont à leurs côtés, sont contre les vampires et leur existence ;
- Interdiction d'exercer certains métiers comme la médecine. Plus précisément, ils ne peuvent pas être chirurgiens ;
- Nouveaux départements de police avec vampires spécialisés dans les forces de l'ordre et des prisons faites sur mesure pour leurs congénères.

Selon les pays, ils sont plus ou moins acceptés :
- Chassés par les humains : pays musulmans, la plupart des nations africaines, Bosnie, Argentine...
- Tolérés mais sans considération : France, Italie, Allemagne...
- Acceptés avec certaines retenues : Suisse, Canada, Japon, États-Unis, Royaume-Uni, Mexique, Norvège, Suède...

### Les créatures surnaturelles
Les créatures surnaturelles sont également appelées « cess », ou « SurNat » dans les traductions revisitées.

#### Les métamorphes
Les métamorphes sont des êtres capables de prendre la forme de n’importe quel animal. Néanmoins, la plupart préfère ne se transformer qu’en un seul, celui avec lequel ils ont le plus d’affinités, et s’appelle sous le sigle de cet animal-garou (tigre-garou, lynx-garou, etc.).
Accessoirement, les métamorphes peuvent aussi être appelés lycanthropes, mais cette appellation est revendiquée par les loups-garous, qui ne supportent pas qu’on leur vole leur titre. Ceux-ci, au contraire des autres métamorphes, plutôt solitaires, sont organisés en meute et dirigés par un chef de meute. Ce dernier ne sera remplacé qu’après sa mort et après une élection de chef de meute, cérémonie suivant un déroulement prévu et très réglementée.
En cas de problèmes ils sont bien organisés bien que les lycanthropes se sentent supérieurs aux autres cess. Beaucoup sont médecins dans les hôpitaux. Cela arrange leurs congénères qui ont peur que les humains découvrent leur secret. Ils attendent de voir comment se passe le coming-out des vampires avant de peut-être en faire autant et sortir de la clandestinité.

#### Les fées ou faé
Les fées sont dépeintes comme étant de superbes créatures assez rares. Elles sont très belles, ont des oreilles pointues et la peau fine légèrement luisante et semblable à de la peau tendue assez dure. Elles sont très attrayantes pour les êtres humains ainsi que pour les vampires, leurs ennemis naturels. Ceux-ci ont énormément de mal à résister aux fées en raison de leur odeur et de leur goût. Le sang des fées est toxique pour les vampires. Le citron et le fer, un métal très difficile à éviter dans le monde moderne, sont mortels pour elles. Elles sont aussi puissantes qu'elles sont magnifiques. Il existe de bonnes fées et d'autres maléfiques. Elles disposent de certains pouvoirs tels par exemple la téléportation ou celui de ressentir le danger pour elles ainsi que pour leurs protégés. Elles peuvent accéder à des mondes qui leur sont réservés même si ceux-ci sont de plus en plus rares et petits.
Les fées peuvent évoluer durant leur existence. Par exemple, Claudine souhaite devenir un ange.

### Les sorciers
Les sorciers sont des êtres humains qui possèdent des pouvoirs magiques et en usent au quotidien ou avec parcimonie. Ils peuvent posséder des pouvoirs spécifiques comme la clairvoyance ou encore empêcher les télépathes d'avoir accès à leurs pensées. Certains font de leur magie une religion appelée la Wicca et l’adoptent comme mode de vie.
Les vrais sorciers n'aiment pas les wiccans qu'ils trouvent pathétiques et faibles (magiquement) parfois à tort. Ils disposent d'une certaine réserve d'énergie pour lancer des sorts, réserve qu'ils récupèrent en se reposant. Ils disposent d'une large panoplie d'incantations allant de la protection d'immeubles et de biens à la capacité de créer un champ de stase qui empêche par exemple la viande de pourrir. Les plus puissants d'entre eux peuvent changer la personnalité des gens et procéder à des reconstitutions ectoplasmiques pour voir le passé.

## Les personnages
Tous les personnages de cette saga sont principalement de trois types : les humains, les vampires et les créatures surnaturelles.

### Les humains
Sookie Stackhouse
Jeune femme de 25 ans, elle travaille dans un bar de Bon Temps, Chez Merlotte, et habite avec sa grand-mère. Elle est décrite comme une belle femme blonde avec des yeux bleus et des formes généreuses. Il y a quelques phrases dans les romans où on fait référence à sa généreuse poitrine. Depuis son enfance, elle sait qu’elle a un don, la télépathie. Dans « Quand le danger rôde », elle fait la connaissance de William (Bill) Compton, un vampire qui vivait dans la région au temps où il était encore vivant. À partir de là, toute la vie de Sookie est bouleversée, la découverte des vampires, de leur monde, leurs coutumes plus ou moins avouables vont bientôt pimenter la vie de notre serveuse. Étant télépathe, elle trouve la compagnie des vampires beaucoup plus reposante que celle des humains normaux car elle ne peut pas entendre ce qu’ils pensent, du moins, jusqu’au septième opus de la saga (elle a également eu des « flash » : par deux fois, elle a entendu les pensées d'Eric). Elle découvre par la suite qu'elle a un huitième de sang de fée dans les veines et c'est une des causes qui la rend si irrésistible aux yeux des vampires.
Jason Stackhouse
C’est le frère de Sookie. On le décrit comme un beau gosse avec une assurance à toute épreuve. Coureur de jupons et dragueur au charme irrésistible jusqu'à sa transformation. Humain de base au début, il se fait mordre par une panthère garou, jaloux de l’intérêt que lui portait Crystal Norris. Maintenant, c’est aussi une panthère garou mais lui ne se transforme que pendant la pleine lune et pas entièrement en panthère. Ayant été mordu, il garde un peu de son physique humain. Il se marie à Crystal durant le septième tome de la série, intitulé « La conspiration ».
Adèle Hale Stackhouse, dite Granny
Grand-mère de Sookie et Jason. Elle a recueilli les deux orphelins quand ils avaient une dizaine d'années, leurs parents ayant été emportés par un torrent lors d'une crue. Elle n'a aucun problème avec les vampires et se réjouit même d'en savoir plus sur le passé historique de sa ville grâce à leur longévité. Elle disparaîtra de façon brutale dans le premier tome mais restera toujours un peu présente, sa petite-fille l'évoquant souvent dans ses pensées. On découvre aussi que le mari de Adèle ne pouvait pas lui donner d'enfant. Alors qu'un jour elle étendait le linge derrière sa maison, elle fait la connaissance de Fintan, le véritable grand-père de Sookie, qui est à moitié fées. Étant donné que les humains ne peuvent résister au charme des fées, elle a couché avec lui et ils ont eu deux enfants dont le père de Sookie et sa tante Linda.
Andy Bellefleur
Policier de métier, il vit avec sa sœur et sa grand-mère. Il n’aime pas particulièrement Sookie mais n’hésite pas à l’utiliser pour les besoins de ses enquêtes et parfois même pour ses intérêts personnels car c'est l'un des rares à croire vraiment qu'elle est télépathe. Il se marie ensuite avec une jeune institutrice que Sookie a aidé, Halleigh Robinson. Il fait partie de la famille Bellefleur, une des plus vieilles de la ville et a un lien de parenté avec Bill.
Portia Bellefleur
Sœur d’Andy Bellefleur, elle est avocate et se marie en même temps que son frère. Elle a en commun avec son frère les sentiments peu amicaux qu’il porte à Sookie et ses fréquentations.
Tara Thornton
Elle est vendeuse dans une boutique de prêt-à-porter, « Tara tog’s », qui est implantée dans un des immeubles que Bill Compton possède. C’est l’amie d’enfance de Sookie. Bien de sa personne, bien mise, elle rencontre quelques difficultés avec son petit ami, un vampire nommé Vlad, dans le cinquième tome, qui a gardé ses anciennes manières, qui visent à partager son humain de compagnie avec ses amis vampires. Elle est sauvée par Sookie qui, pour l’aider, demande de l’aide au shérif de la cinquième zone, Eric Nordman. Dans le septième tome, elle se marie avec un autre ami d’enfance de Sookie, JB Du Rone.
Caroline Holliday-Bellefleur
Grand-mère d’Andy et Portia, c’est aussi l’arrière-petite fille de Bill le Vampire.
Barry Horowitz
Barry est le premier télépathe que rencontre Sookie, alors qu'il est groom dans un hôtel pour vampires à Dallas. Il rencontre Sookie dans le tome 2, Disparition à Dallas. Il finira par travailler pour le roi du Texas Stan Davis.
Arlene Fowler
Serveuse au Merlotte, c'est l'amie de Sookie. Elle a été mariée quatre fois et a deux enfants, Coby et Lisa que Sookie garde souvent. Elle adore les hommes et est toujours à la recherche de son prochain mari même si elle ne fait pas toujours les bons choix de partenaires tel René Lenier et son dernier en date, un adepte de la Communauté du soleil, ce qui aura pour effet de jeter un froid entre Sookie et elle.
Steve et Sarah Newlin
Steve Newlin est le directeur et le révérend de La communauté du Soleil, une église antivampires que Sookie aidera à démanteler. Sarah est sa femme. Sookie le recroisera alors qu'il allait commettre un attentat contre le Roi du Mississippi.

#### Les sorciers et Wiccans
Holly Cleary
Collègue de Sookie au Merlotte, est une praticienne de la Wicca (religion païenne).
Amelia Broadway
Amie de Sookie et sorcière de La Nouvelle-Orléans, après avoir transformé par erreur son amant en chat lors de leurs ébats, elle s'enfuira vivre chez Sookie pour éviter les foudres des autres sorciers. Elles deviendront colocataires et très bonnes amies. À Bontemps, elle sort avec Tray Dawson, loup-garou de son état, jusqu'à ce qu'il perde la vie à cause des fées qui ont torturé Sookie. Elle repart à La Nouvelle-Orléans ensuite. Son père Cole Carmikeal est un éminent homme d'affaires dans le bâtiment.
Octavia
Sorcière et mentor d'Amelia qui cohabitera chez Sookie après l'ouragan Katrina. D'ailleurs c'est elle qui libérera Bob de son état félin.
Bob Jessup
Malgré son aspect mormon, il a été l'amant d'Amélia. Cette dernière l'a transformé en chat persan noir et blanc, et ce, durant des mois.

### Les vampires
Eric Northman
Il est le chef de la cinquième zone, celle qui englobe pratiquement tout le nord ouest de la Louisiane. C’est le gérant d’un bar, « Le Fangtasia » où ce sont les vampires qui servent les humains. Il est le supérieur hiérarchique de Bill. Il gère l’établissement avec l’aide de sa filleule, Pam. C’est un grand blond, qui était viking de son vivant, très séduisant. Il entretient une relation particulière avec Sookie. Dans « Les sorcières de Shreveport », il perd la mémoire et est recherché par des sorcières. Cela oblige Sookie à le cacher chez elle, engendrant une situation explosive à bien des égards. Pendant que les tomes défileront on verra la relation entre Eric et Sookie se resserrer. Ayant donné son sang trois fois à Sookie (la première fois, dans le deuxième tome, où il fait croire à Sookie qu'elle doit aspirer une balle alors qu'il s'était fait tirer dessus, la deuxième fois, dans le troisième tome, où il fallait que Sookie retrouve ses forces pour sauver Bill et la troisième fois, dans le septième tome, où c'était un concours de circonstance), cela a créé un lien de sang entre eux qui leur permet de ressentir les sentiments de l'autre respectivement.
Bill Compton
Il est le premier vampire que rencontre Sookie. De son vivant, il habitait dans la région de Bon Temps où il y a fondé une famille qui lui a donné des descendants tel que les Bellefleur. Il « meurt » pendant la guerre de Sécession, vampirisé par Loréna, une vampire avec qui il a eu une longue relation charnelle. Il a été envoyé par la reine de Louisiane, pour séduire Sookie et l’inciter à travailler pour elle mais jure sur sa vie que son amour pour elle est sincère.
Pam
Filleule d'Eric Northman, c’est une belle blonde, folle des couleurs pastel qui lui donnent des airs « d'Alice au pays des merveilles ». Elle seconde Eric dans la gérance du « Croquemitaine ». Elle a été vampirisée par Eric lors de sa 19e année alors qu'elle s'était échappée de chez elle pour un rendez-vous en amoureux. Elle lui reste fidèle et dévouée en toutes circonstances et a par le passé couché avec lui. Elle se définit comme une femme ayant des besoins variés (elle est bisexuelle).
Sophie-Anne Leclerc
C’est la reine de la Louisiane. La supérieure d’Eric. C’est elle qui a envoyé Bill à Bontemps séduire Sookie pour que celle-ci entre à son service. C’était aussi la compagne d’Hadley, la cousine germaine de Sookie. Elle a été vampirisée lorsqu’elle avait une quinzaine d’années. C’est une Française originaire de la Lorraine d’aujourd’hui. Son pouvoir spécifique de vampire est de garder auprès d’elle indéfiniment ses filleuls, tels qu’André ou Wybert. Après l'attentat qu'on subit les vampire dans le septieme tome, elle se retrouve amputer de ses deux jambes. Alors qu'elle se retrouve dans une mauvaise situation, le roi vampire du Nevada decide de faire main basse sur son territoire qui inclut la Louisiane et l'Arkansas. Elle meurt pendant le coup d'etat.
Russell Edgington
C’est le roi du Mississippi. Depuis qu'Eric a dû tuer un de ses favoris et découvert le projet d'annuaire de Bill, il prend la Communauté de Louisiane en grippe et cherche à atteindre Eric à travers Sookie.
Wybert et Sigebert
Ce sont deux frères saxons qui ont été vampirisés en même temps par la reine Sophie-Anne. Depuis, ils sont restés avec elles pour lui servir de gardes du corps. Wybert est décédé par décapitation dans le tome intitulé « La reine des vampires », durant la bataille sanglante qui a opposé les gens de Peter Threadgill, roi de l’Arkansas et les gens de Sophie-Anne. Ce sont de puissants vampires qui ne sont pas particulièrement intelligents mais ils se démarquent par leur force et surtout par leur physique qui montrent qu'ils appartiennent à un temps ancien (plus de dents à l'exception de leurs deux canines).
André
Vampirisé par Sophie-Anne Leclerc, c'est son garde du corps le plus proche. C'est lui qui révélera la partie « féerique » de Sookie aux yeux de celle-ci. Il sera tué par Quinn juste après l'attentat du sommet des vampires à Rhodes.
Bubba
Seul ami à peu près sincère de Sookie, parmi les vampires, ce serait en fait Elvis Presley qui aurait été vampirisé par un vampire travaillant à la morgue le soir où on l’a retrouvé mort dans sa salle de bain. Avec toutes les drogues qu'il avait dans le sang à sa première mort, il n'est plus tout à fait lui-même et préfère de loin le sang des chats à celui des humains. Il ne supporte pas qu'on l'appelle Elvis et ne sait plus se contrôler quand on l'appelle ainsi. C'est lui qui a un des pouvoirs vampiriques les plus puissants : il n'a pas besoin d'invitation pour rentrer dans un lieu.
Peter Threadgill
Roi de l’Arkansas, il a fomenté un complot lors de son mariage avec la reine de Louisiane, pour pouvoir s’emparer de la Louisiane. André l’a tué en état de légitime défense.
Stan Davis
Roi du Texas.
Felipe de Castro
Roi du Nevada, puis de la Louisiane et de l'Arkansas à la suite du décès de Sophie-Anne Leclerc.
Freyda
Jeune reine de l'Oklahoma. Elle veut à tout prix épouser Eric.
Jake Purifoy
Loup-garou à l’origine, il a été vampirisé par Hadley pour lui éviter de mourir mais sans son consentement.
Hadley
Cousine de Sookie. De son vivant elle a été mariée et a eu un fils qui est aussi télépathe. Compagne de la reine de Louisiane avant son mariage celle-ci, elle a beaucoup vanté les mérites de sa cousine télépathe amenant la reine à s’intéresser de plus près à Sookie. Elle est morte tuée par Waldo, un autre vampire de la cour de Louisiane.
Appius Livius Ocella
Un romain de 2000 ans, créateur d'Eric Northman et d'Alexis Nikolaïevitch.

### Les créatures surnaturelles

#### Les métamorphes et les loups-garou
John Quinn
C’est un tigre-garou surnommé Gladiator par le reste de la communauté des cess en raison de son passé. Sa mère, un soir de pleine lune s’est transformée mais elle s’est fait attraper par des braconniers qui recherchaient des ours pour pimenter leurs combats de chien. Sous le choc, la mère de Quinn s’est retransformée et s’est fait violer. De ce viol naitra plus tard Frannie, la demi-sœur de Quinn. Celui-ci par vengeance tuera les agresseurs de sa mère et demandera aux vampires de faire le ménage pour lui, contractant par là une dette envers les vampires qu’il paiera de trois ans de sa vie en combats pour eux. Il tombe sous le charme de Sookie et sort avec elle quelque temps avant de se faire larguer du fait de ses trop grandes responsabilités familiales.
Sam Merlotte
C’est le patron de Sookie, son ami, et comme elle le dit elle-même « accessoirement aussi quand ça me prenait, un super fantasme aussi. ». C’est un pur métamorphe, il se transforme en n'importe quel animal mais a une préférence pour le colley. Tous les soirs de pleine lune, il se transforme en colley que Sookie appelle Dean depuis leur première rencontre quand il se trouvait être métamorphosé. Il a un faible pour Sookie et ne s'en cache pas. Malheureusement pour lui, celle-ci a un faible pour les morts vivants.
Alcide Herveaux
C’est un loup-garou que Sookie a rencontré lorsqu’elle est partie sauver Bill à Jacksonville. Il a de très forts sentiments pour Sookie mais il n’arrive pas à oublier son ex Debbie Pelt. Il finit par lâcher Sookie lorsqu'il apprend que celle-ci a tué Debbie en état de légitime défense. Sookie l'oublie aussi en se rendant compte de sa bestialité lors de son sacre de chef de meute. Leur relation se détériore alors, même s'ils continuent à être plus ou moins amis et à se rendre des services. Sookie est une alliée de la meute de Shreveport.
Debbie Pelt
Ex d'Alcide, elle est prête à tout pour le reconquérir, même à tuer Sookie, ce qu’elle essaiera de faire dans le tome 4. C’est aussi une lynx-garou (petit souci dans le livre : la première fois que l'on évoque sa métamorphose, il est dit que c'est une lynx et par la suite, il sera écrit que c'est une renarde-garou). Elle mourra tuée d'un coup de fusil par Sookie.
Calvin Norris
Chef de la communauté des panthères-garou de Hot Shot, il s'éprendra de Sookie qu'il pense être une bonne génitrice.
Crystal Norris
Nièce de Calvin Norris, panthère-garou souffrant des liens consanguins de sa communauté, elle n'est pas très douée pour se transformer. C'est peut-être à cause de cela qu'elle se révèlera être une vraie garce. Elle se mariera avec Jason. Ensuite, elle enchaînera les fausses couches. Elle sera blessée par un ami de Jason, fou amoureux de lui, puis achevée par les deux fées qui ont torturé Sookie. Elle mourra clouée sur une croix alors qu'elle était enceinte.

#### Les Fées/Faés
Claudine Crane
Bonne fée de Sookie, au sens littéral du terme. Elle est toujours là au bon moment pour Sookie. C’est aussi la beauté incarnée, attirant irrésistiblement les hommes, surtout les vampires. Claudine est la grand-tante de Sookie et la petite fille de Niall. Elle meurt pendant la guerre des fées, tuée par Breandan, alors qu'elle attendait un enfant.
Claude Crane
Frère jumeau de Claudine, il est homosexuel et aussi beau que sa sœur. Claude est le grand-oncle de Sookie et le petit-fils de Niall. Il est le propriétaire du club de striptease le "Hooligans" où la quasi-totalité des employés sont des faés.
Claudette Crane
Sœur jumelle de Claudine et Claude. On apprend qu'elle est morte assassinée depuis longtemps.
Niall Brigant
Arrière-grand-père de Sookie, il a de longs cheveux blancs et n'est autre que le prince des fées. C'est lui qui va fermer le passage entre le monde des fées et le monde humain, après une longue bataille qui aura fait beaucoup de victimes.
Dermot Brigant
Un hybride mi-humain mi-faé, ressemblant trait pour trait à Jason, fils de Niall. Autrefois ensorcelé, il a rejoint le camp de Breandan qui le détestait. Ainsi, il a participé au meurtre des parents de Sookie et Jason. Désormais guérit, il travaille au Hooligans et habite avec Claude chez Sookie.
Breandan
Un des fils de Niall, partisan de la séparation du monde des humains et de celui des fées et contre le mélange des deux races.
Bellenos
Un Elf, il travaille au Hooligans. Il renforcera les sorts de protection autour de la maison de Sookie. Il adore chasser le chevreuil sur les terres de Sookie.
Gift / Aelfgifu
Serveuse au Hooligans

#### Les autres
Maître Cataliadès
Avocat de la reine, c’est un demi-démon et l’oncle de Magnolia et Diantha. Il est légèrement bedonnant et s'exprime toujours très poliment. C'est lui qui a offert le pouvoir de télépathie à Sookie à sa naissance. Il est l'arrière arrière grand père de Barry.
Magnolia et Diantha
Sœurs ayant du sang démon dans les veines, ce sont les nièces de Maître Cataliadès et les messagères de la reine de Louisiane. Magnolia est morte, tuée par le bras droit du roi de l’Arkansas, Fleur de Jade. Quant à Diantha, elle est portée disparue depuis l'attentat à l'hôtel de Rhodes durant le sommet des vampires. Elle réapparaît dans le tome 9 Bel et Bien Mort en tant que messagère auprès de Sookie de Maître Cataliadès avec une vilaine cicatrice au mollet gauche due à l'explosion à l'hôtel la Pyramide Gizeh à Rhodes. Elles sont très agiles et particulièrement rapides. Elles se déplacent comme des serpents sans compter qu'elles ont un odorat particulièrement développé. Le corps des êtres démoniaques ne peut pas être dégradé par la terre ni par les animaux. Pour faire disparaître leur corps, il faut le brûler. Diantha peut revêtir l'apparence de n'importe quelle personne.
Dr Amy Ludwig
C'est un médecin pour les êtres surnaturels, naine à la voix profonde. Sookie pense qu'elle ressemble à un Hobbit. Elle a guéri Sookie après qu'elle a été empoisonnée par les griffes d'une ménade. Elle soignera Crystal à la demande de Sookie lors de sa fausse-couche. Elle n'aime pas particulièrement les vampires mais les respecte car leur sang est un puissant élixir de guérison. Sous son air de femme aigrie, elle a du cœur et n'hésite pas à secourir Crystal quand celle-ci est mourante à la suite de sa fausse-couche.
Bobby Burnham
C'est un humain qui s'occupe des affaires courantes d'Eric. Il déteste Sookie (et c'est réciproque) bien que, comme elle, il recherche le bien-être d'Eric. Il meurt dans le tome 10, des suites de l'attaque du mignon pour le moins cinglé du créateur d'Eric.

## Adaptations télévisées
Cette série est adaptée sous le titre True Blood, référence au sang de synthèse bu par les vampires. Créée par Alan Ball, elle est produite par HBO, et interprétée par Anna Paquin (La Leçon de piano, X-Men ) ou encore Stephen Moyer, Alexander Skarsgård et Evan Rachel Wood. Cette adaptation télévisée diffère grandement du livre de Charlaine Harris, mais reste une série fidèle à l'univers de l'œuvre originale.